# 苫前町立古丹別小学校
苫前町立古丹別小学校（とままえちょうりつ こたんべつしょうがっこう）は、北海道苫前郡苫前町字古丹別にある公立小学校。

## 概要
- 校長 - 里見清孝[1]
- 学校給食 - あり

### 年表
- 1901年 - 古丹別簡易教育所として創立。
- 1903年 - 古丹別教育所となる。
- 1909年 - 古丹別第四尋常小学校となる。
- 1911年 - 古丹別尋常小学校となる。
- 1928年 - 高等科を併設し古丹別尋常高等学校となる。
- 1941年 - 国民学校令により古丹別国民学校に改称する。
- 1947年 - 学制改革により古丹別小（中）学校に改称する。
- 1951年 - 古丹別中学校が校舎移転し独立。
- 1959年 - 児童数が506名となり歴代最高となる。
- 1967年 - 長島小学校を統合（一部）。
- 1968年 - 岩見小学校を統合。
- 1969年 - 小川小学校を統合。
- 1969年 - 九重小学校を統合。
- 1971年 - 東川小学校を統合。
- 1990年 - 三渓小学校を統合。
- 2001年 - 創立100周年記念式典を挙行。
- 2015年 - 新校舎落成。

## 交通
- 沿岸バス - 特急はぼろ号「上平」下車。その後上平古丹別線へと乗り換え「古丹別」下車。

## 学校周辺
- 古丹別神社
- セイコーマート 古丹別店
- 羽幌警察署 古丹別駐在所
- 北海道苫前商業高等学校